# RTL Info
Ne doit pas être confondu avec RTL Info (RTL-TVI).
RTL Info est le journal télévisé diffusé sur RTL Télévision en septembre 1987 au 3 septembre 1988 et présenté par Bernard Weil et Luc Évrard.

## Historique
Vidé d'une grande partie de ses ressources humaines et techniques au profit de M6, la rédaction franco-luxembourgeoise de RTL Télévision met à l'antenne RTL Info qui succède à RTL News en septembre 1987. Bernard Weil et Luc Évrard sont aux commandes de ce nouveau journal réalisé dans les studios du Centre News de RTL Télévision à Luxembourg, le studio parisien de RTL News étant dorénavant réservé au journal télévisé de M6.
Faute d'audience, l'émission cesse le 3 septembre 1988. RTL Télévision fait alors appel à Geneviève Guicheney pour reprendre en main sa rédaction et lance le RTL Soir le 4 septembre 1988.

## Présentateurs
- Bernard Weil et Luc Évrard : septembre 1987 – septembre 1988.